# Uilenstede (tramhalte)

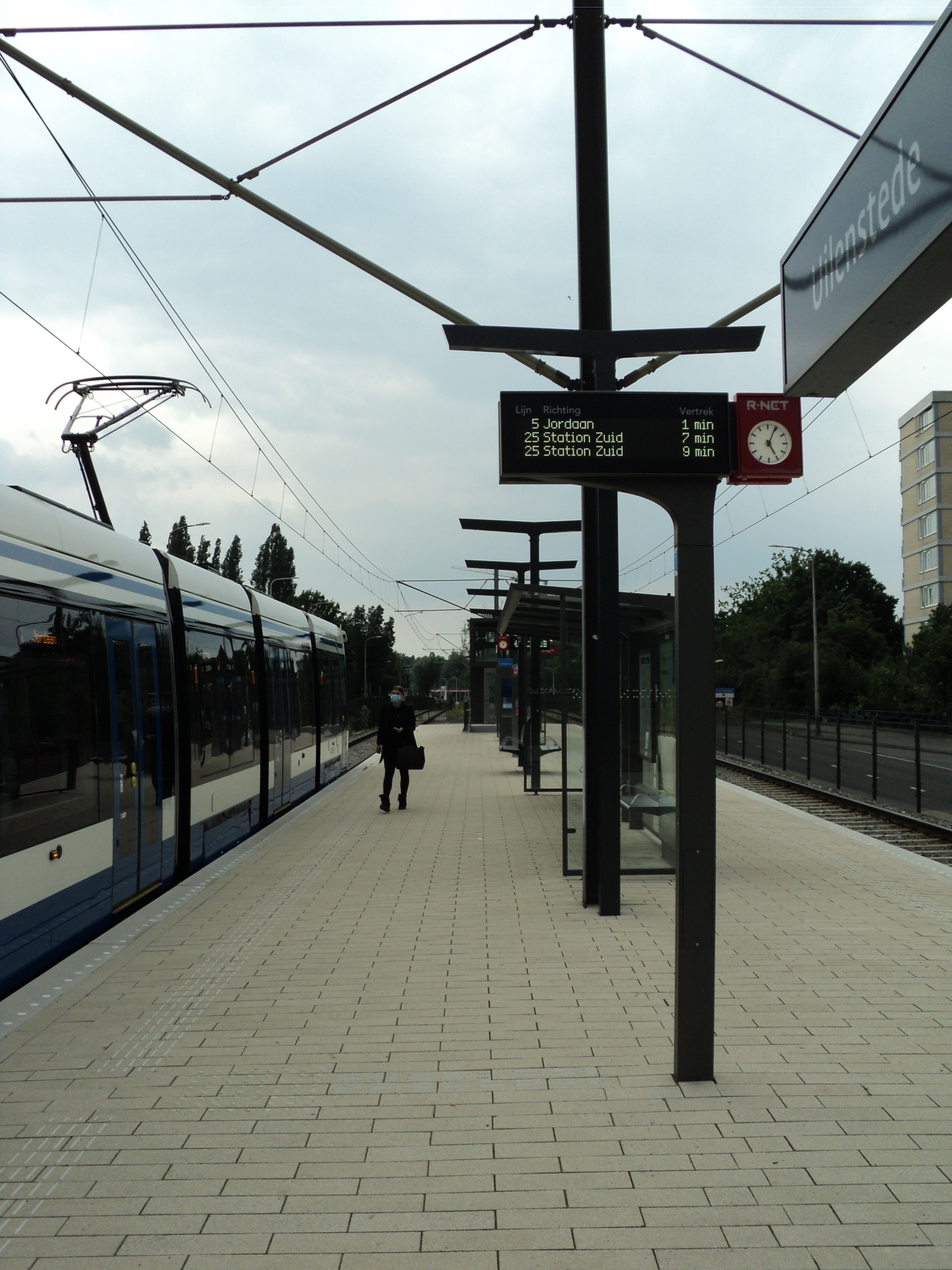
Naast lijn 25 stopt lijn 5 hier ook.

Uilenstede is een tramhalte van de Amsterdamse tram en voorheen sneltramhalte van de Amsterdamse metro en vernoemd naar de gelijknamige wijk en straat.

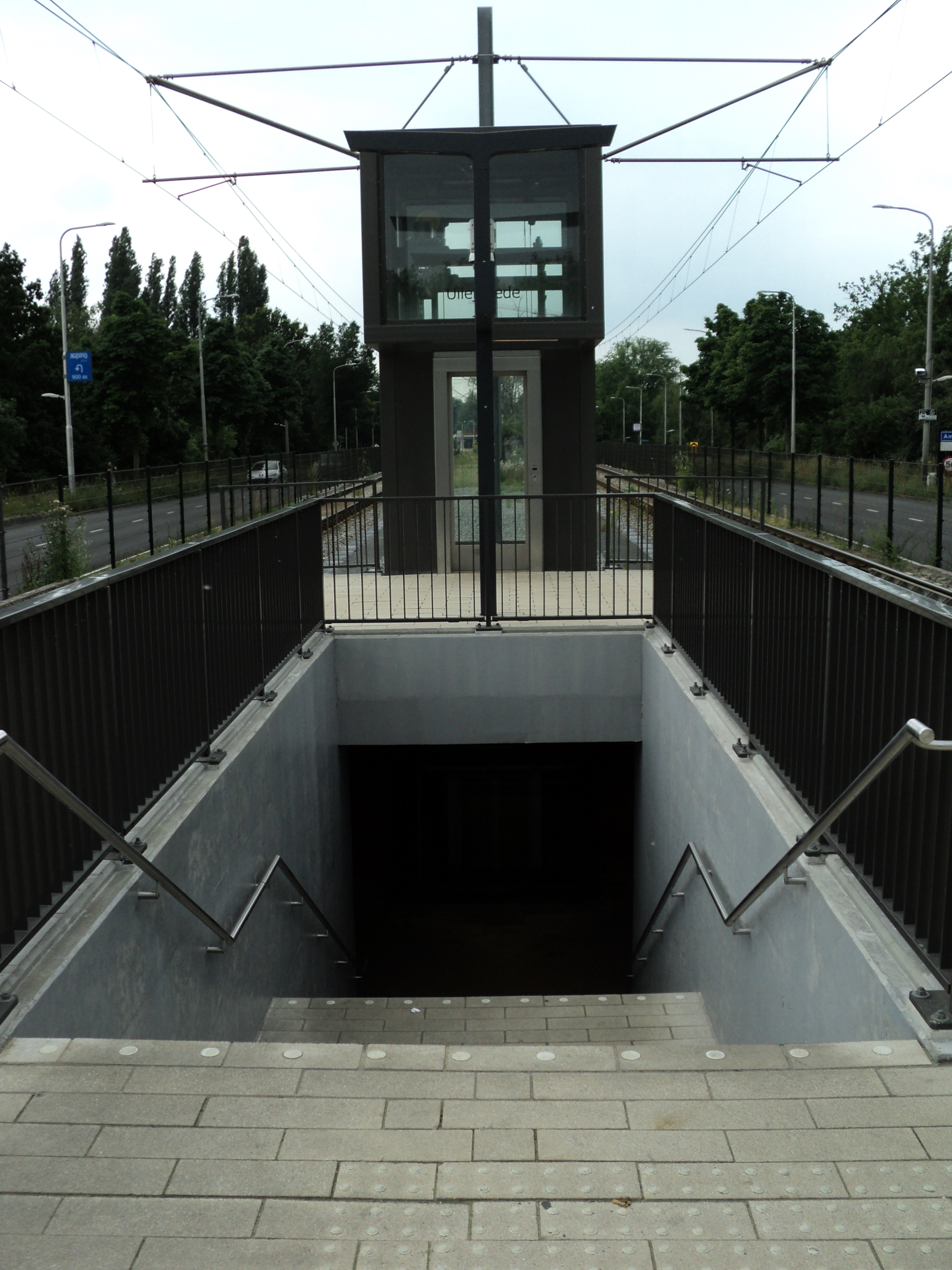
De trap naar de uitgang.

Op de halte stoppen tramlijnen 5 en 25. Van 1 december 1990 tot 3 maart 2019 stopte hier ook sneltram 51 en was er een 65 meter lang hoog gedeelte voor lijn 51 en een 30 meter lang laag gedeelte voor lijn 5. Na sloop van het hoge perron is de halte over de gehele lengte laag gelegen.
Halte Uilenstede heeft een eilandperron dat bereikbaar is via de trap en een lift. De halte ligt aan het gelijknamige centrum voor studentenhuisvesting Uilenstede, en het ouderencomplex Bos en Vaart. Dwars op de tramlijn ter hoogte van deze halte loopt de Kalfjeslaan, dat de grens vormt tussen Amsterdam Buitenveldert en Amstelveen.
Lijn 5 rijdt vanaf de Zoutkeetsgracht via het Leidseplein, het Museumplein en de Beethovenstraat naar het Stadshart van Amstelveen. Lijn 25 rijdt vanaf station Amsterdam Zuid via Amstelveen naar Uithoorn. Tussen station Amsterdam Zuid en de halte Oranjebaan in Amstelveen delen de tramlijnen 5 en 25 hetzelfde traject. 

## Galerij

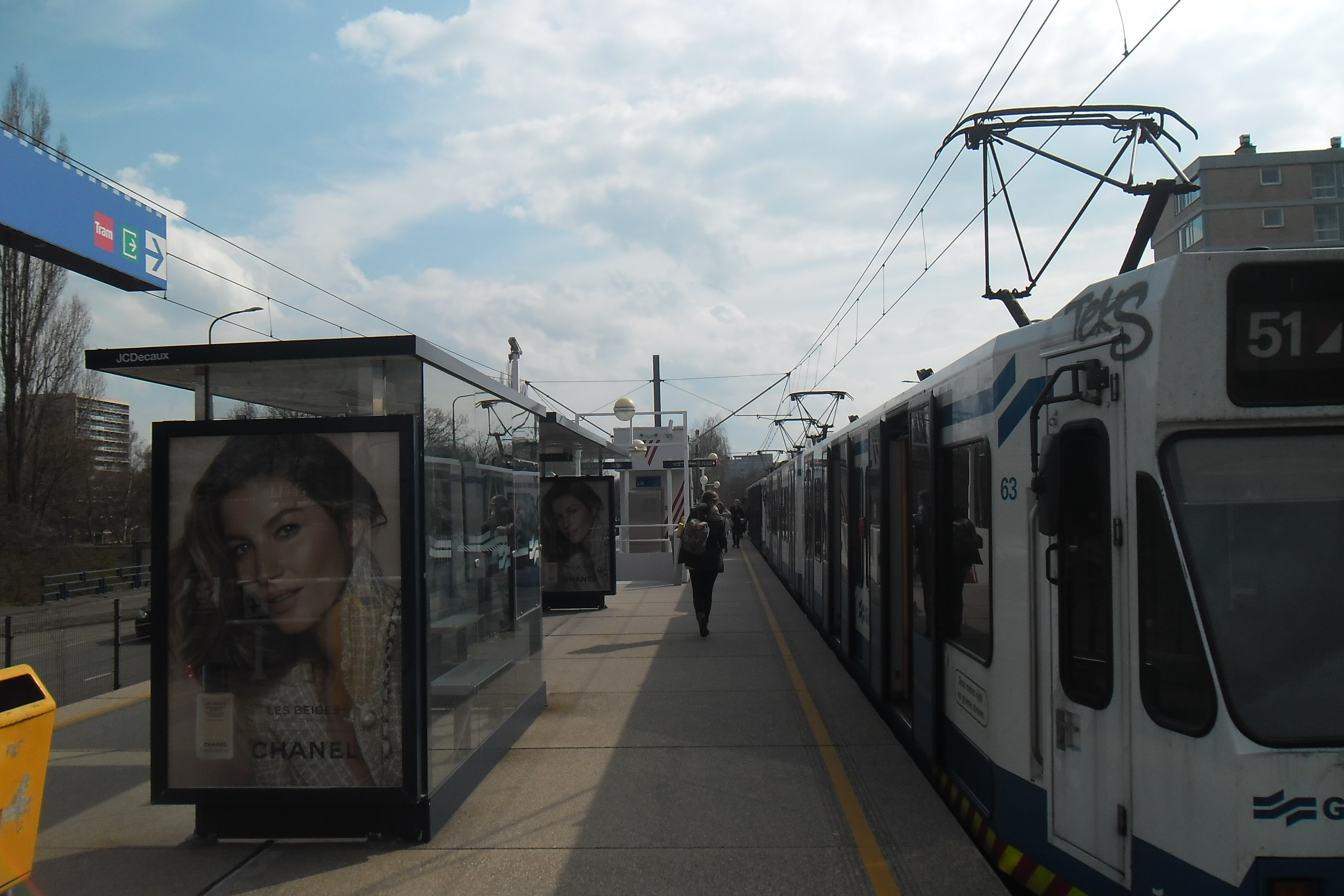
De sneltram hier bij de voormalige halte.
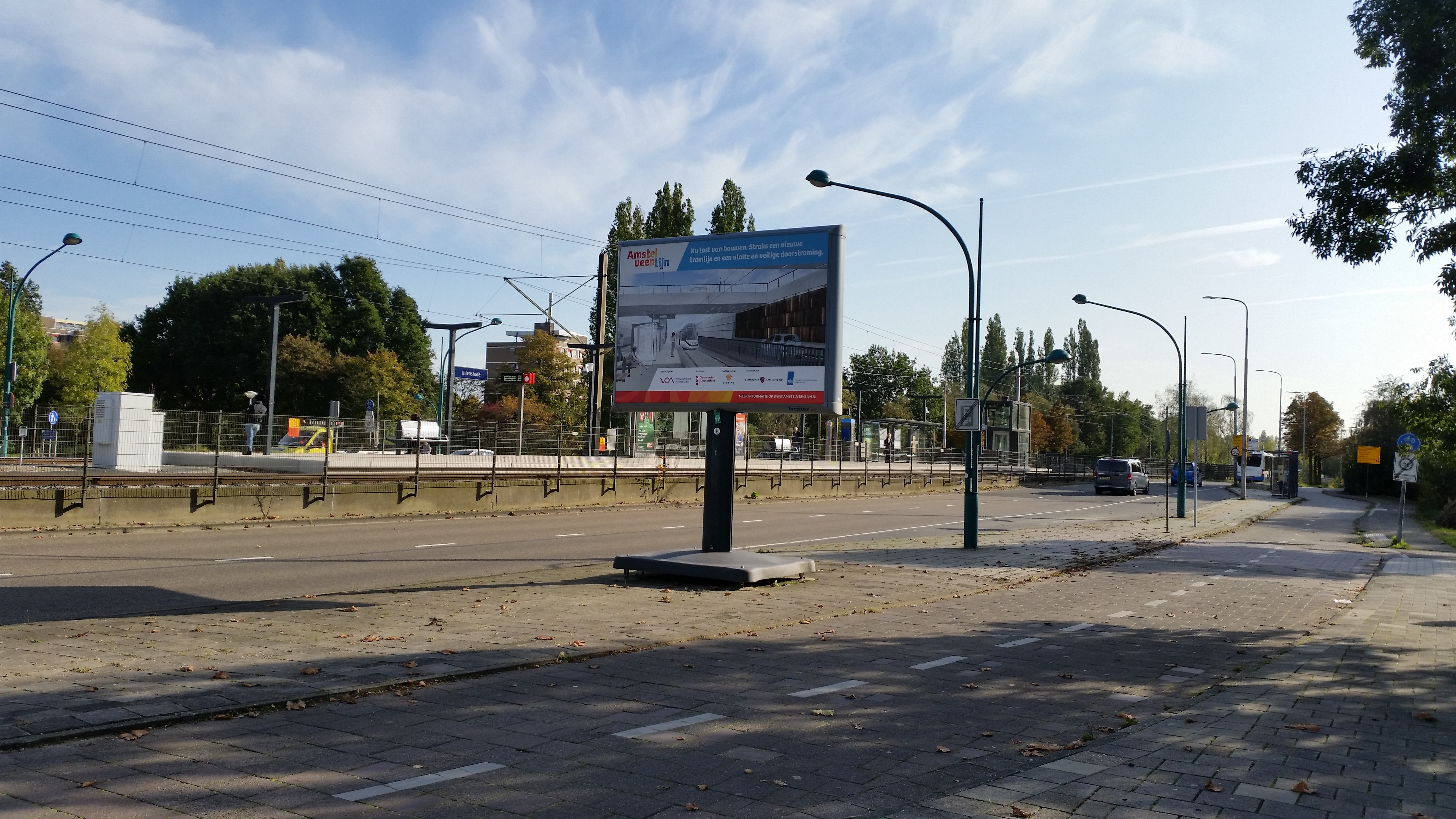
De halte tijdens de verbouwing voor de Amsteltram.
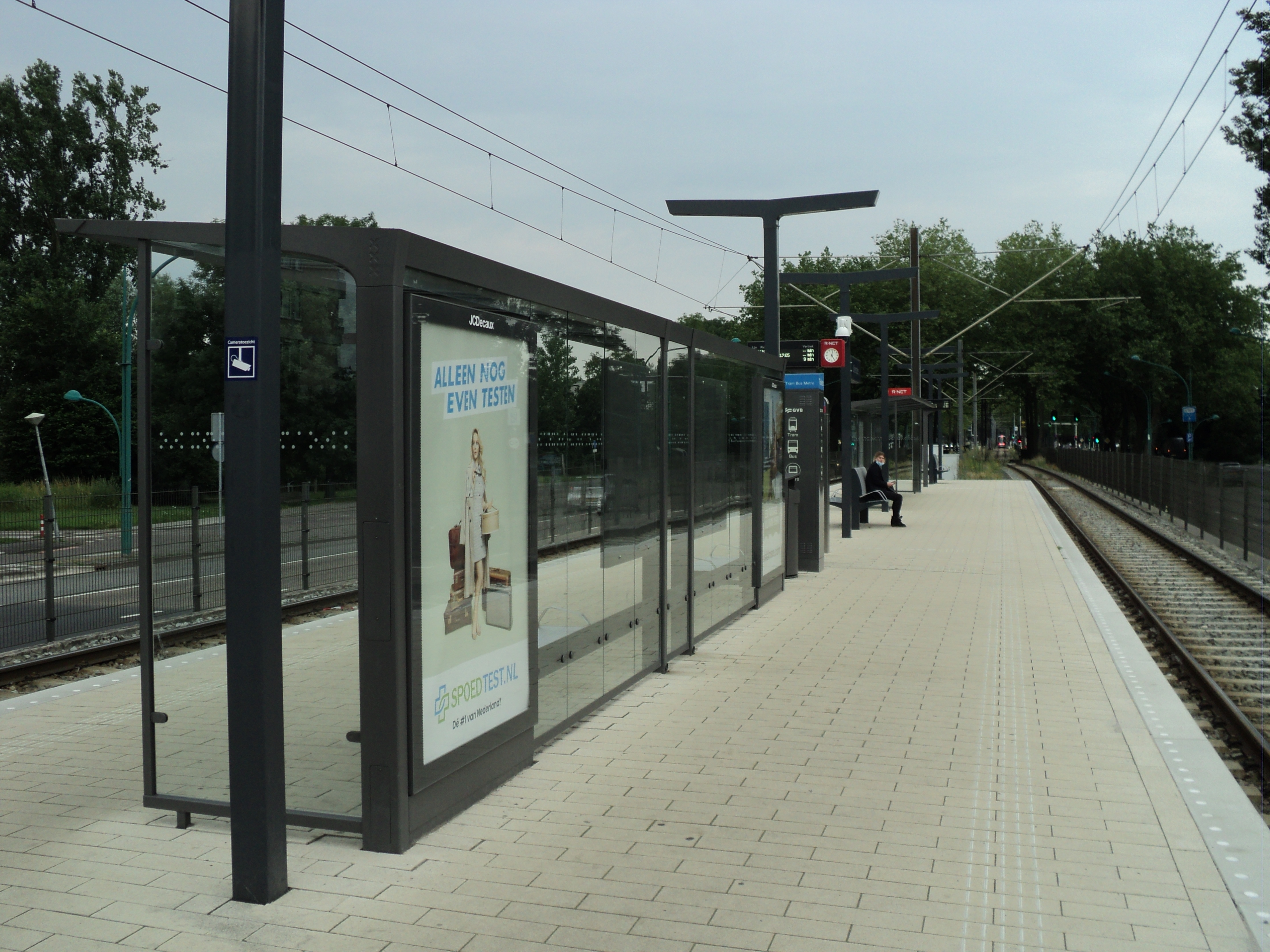
Het tramperron in zijn geheel.
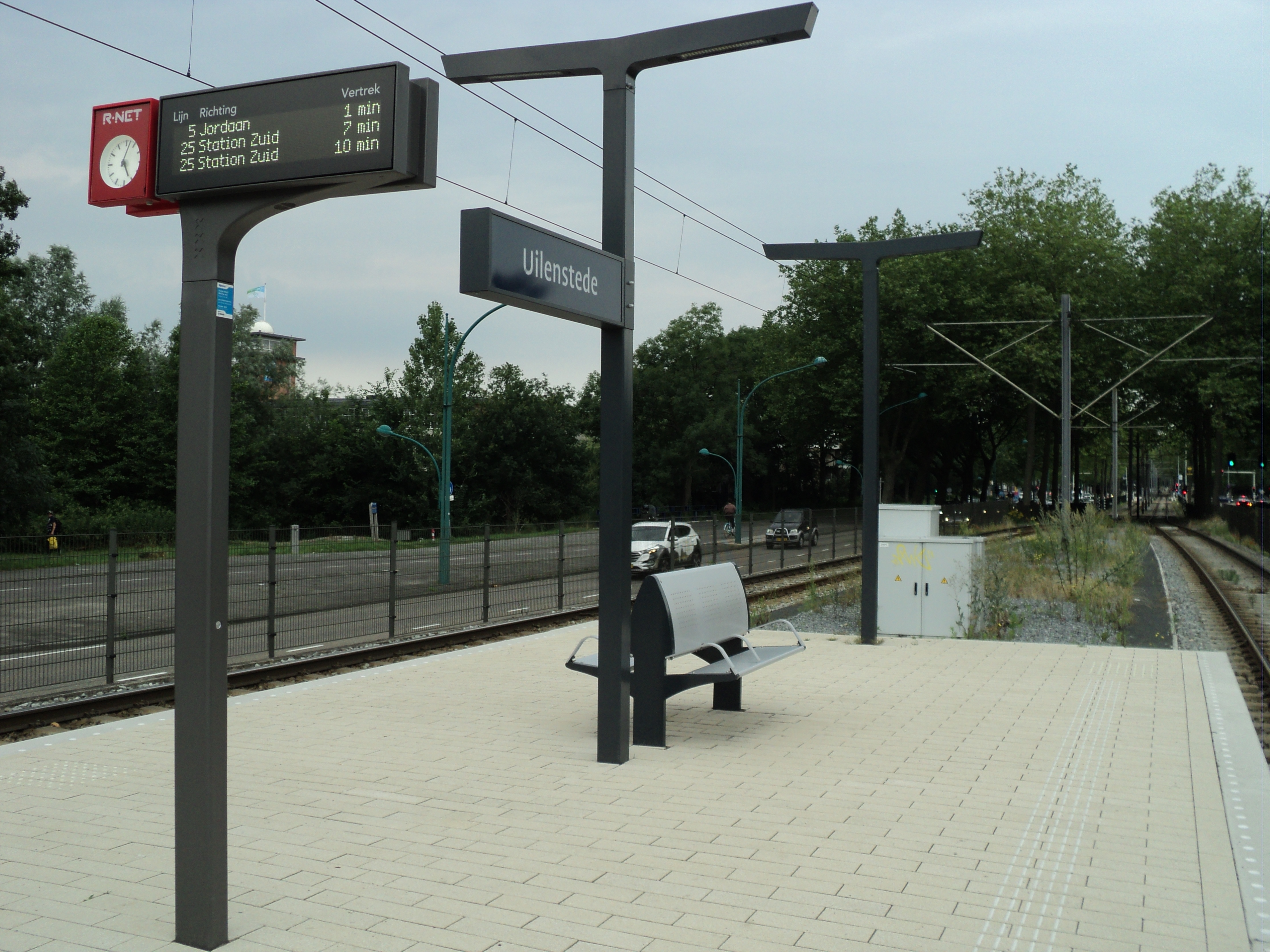
Vanuit de verte is de halte Van Boshuizenstraat makkelijk te zien.
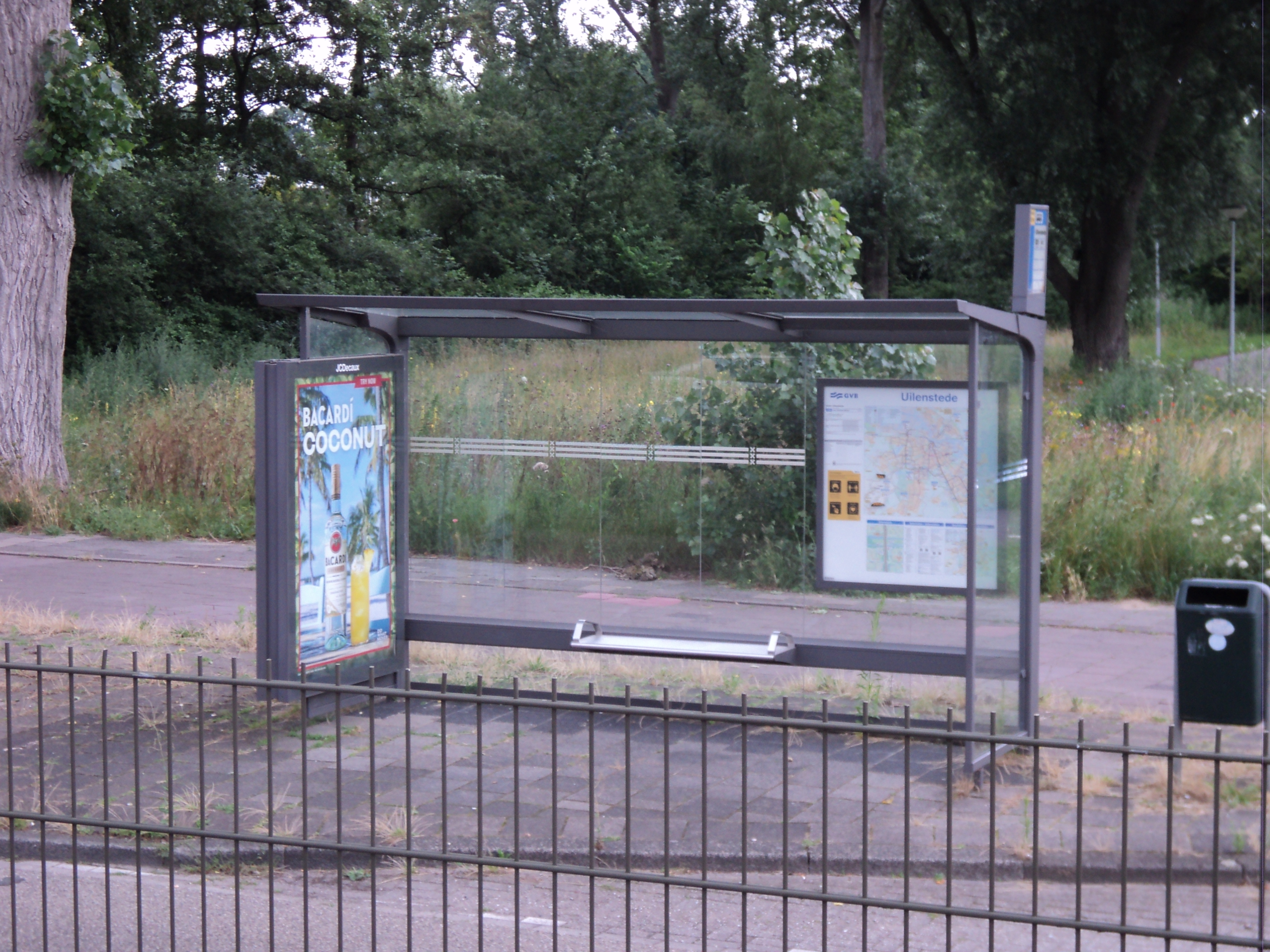
Tegenover de tramhalte kun je aan de overkant van de weg een gelijknamige bushalte vinden.

Centraal Station (NS) ·
Nieuwmarkt ·
Waterlooplein ·
Weesperplein ·
Wibautstraat ·
Amstelstation (NS) ·
Spaklerweg ·
Overamstel ·
Station RAI (NS) ·
Station Zuid (NS) ·
De Boelelaan / VU ·
A.J. Ernststraat ·
Van Boshuizenstraat ·
Uilenstede ·
Kronenburg ·
Zonnestein ·
Onderuit ·
Oranjebaan ·
Amstelveen Centrum ·
Ouderkerkerlaan ·
Sportlaan ·
Marne ·
Gondel ·
Meent ·
Brink ·
Poortwachter ·
Spinnerij ·
Sacharovlaan ·
Westwijk